# Jonathan Howe
Jonathan Trumbull Howe (San Diego, 24 agosto 1935) è un ammiraglio statunitense, ex-rappresentante del Segretario generale delle Nazioni Unite Boutros Boutros-Ghali dal 9 marzo 1993 al febbraio 1994. È stato inoltre vice-Consigliere per la sicurezza nazionale durante la presidenza di George H. W. Bush.

## Vita personale
Howe è sposato con Harriet Mangrum, da cui ha avuto sei figli. La coppia risiede in Florida.